# Giroscopio

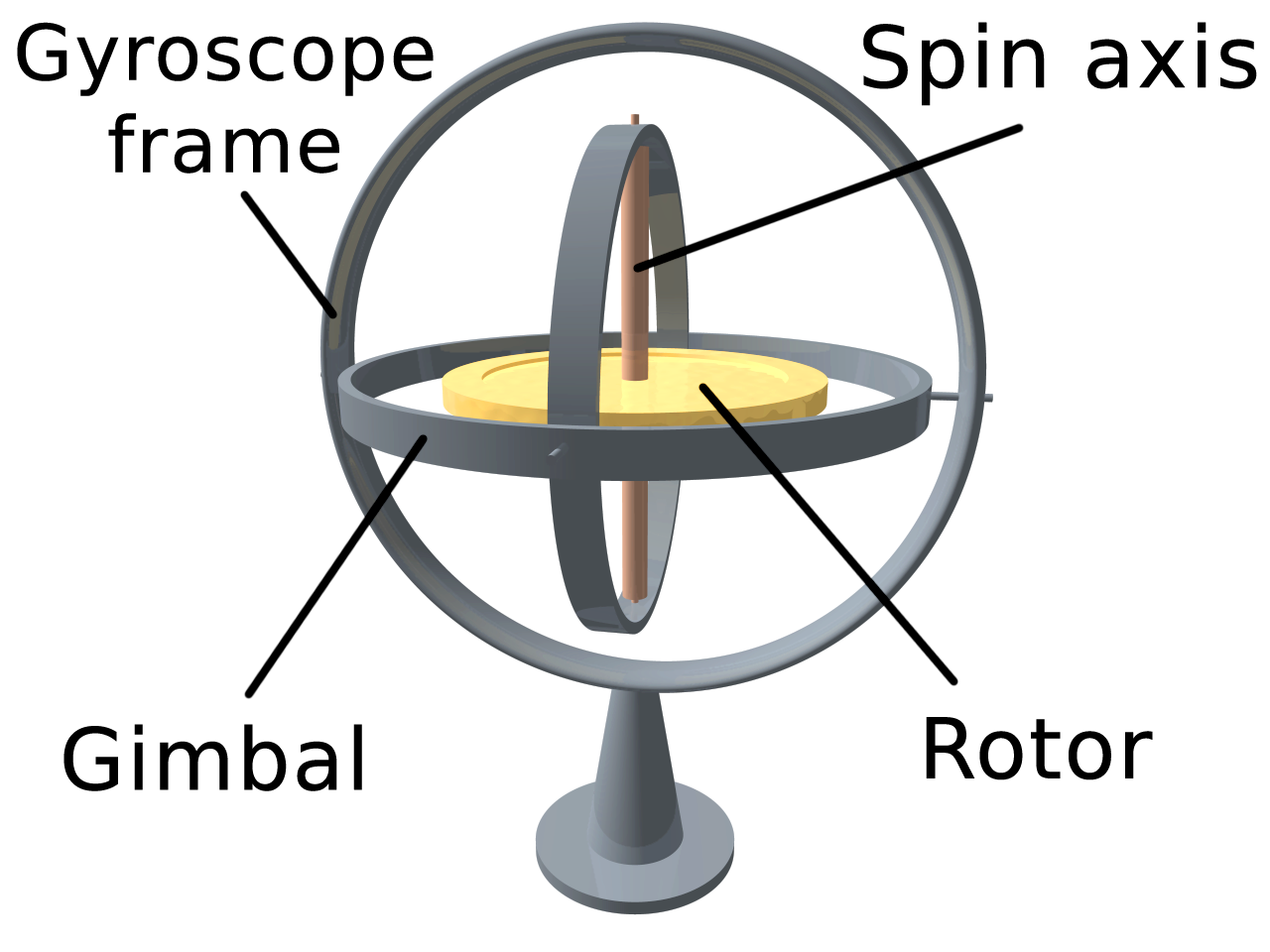
Esempio di giroscopio

Il giroscopio è un dispositivo fisico rotante che, per effetto della legge di conservazione del momento angolare, tende a mantenere il suo asse di rotazione orientato in una direzione fissa. Un corpo rigido S è un giroscopio se il tensore d'inerzia relativo al baricentro ammette un autovalore semplice e un autovalore doppio o un autovalore triplo. L'autovettore corrispondente all'autovalore semplice è detto asse giroscopico.

## Descrizione
Essenzialmente è costituito da un rotore a forma di toroide che ruota intorno al suo asse. Quando il rotore è in rotazione il suo asse tende a mantenersi parallelo a sé stesso e a opporsi a ogni tentativo di cambiare il suo orientamento. Questo meccanismo fu inventato nel 1852 dal fisico Jean Bernard Léon Foucault nell'ambito dei suoi studi sulla rotazione terrestre. Se un giroscopio è installato su una sospensione cardanica che permette alla ruota di orientarsi liberamente nelle tre direzioni dello spazio, il suo asse si manterrà orientato nella stessa direzione anche se il supporto cambia orientamento.
L'effetto giroscopico è presente come effetto collaterale in tutti i dispositivi in rapida rotazione quali i volani e gli hard disk per computer e deve essere tenuto in considerazione nella progettazione.
Un giroscopio mostra una serie di fenomeni, tra cui la precessione e la nutazione.

## Impieghi
Il principio del giroscopio è sfruttato per costruire:
- girobussola, un dispositivo in grado di sostituire la bussola magnetica (indica il nord geografico a differenza della bussola magnetica che indica il nord magnetico).
Il giroscopio è utilizzato sulle navi militari per mantenere la punteria dei cannoni lancia missili verso un bersaglio e le antenne verso un satellite, svincolando il puntamento dai movimenti di rollio e beccheggio della nave stessa.
- satelliti artificiali, sonde spaziali e navi spaziali, in particolare è alla base del sistema di guida inerziale, che mantiene orientato il veicolo rispetto alle stelle fisse. Nel telescopio spaziale Hubble, per esempio, è usato per mantenere puntato con precisione il telescopio verso il punto di osservazione.
- giochi come la trottola e lo yo-yo.
- armi da fuoco, per imprimere una rotazione nel moto dei proiettili, infatti le canne di molte armi da fuoco presentano una rigatura interna leggermente elicoidale che imprime al proiettile una rotazione in grado di conferire stabilità alla traiettoria, mantenendo il proiettile allineato sempre nella stessa direzione.
- bicicletta e motocicletta, il veicolo si mantiene verticale nonostante varie sollecitazioni quando le ruote girano con sufficiente velocità.

Negli Stati Uniti, nei primi anni 2000 è stato inventato un piccolo veicolo a due ruote parallele mantenuto verticale grazie a un sistema di giroscopi e sistemi di retroazione sui motori, chiamato segway HT.

## Descrizione matematica

Animazione di un giroscopio (vista da un riferimento solidale al rotore)

L'equazione fondamentale che descrive un qualunque sistema rigido in rotazione è:
{\displaystyle \mathbf {M} ={{d\mathbf {L} } \over {dt}}={{d(I\mathbf {\omega } )} \over {dt}}=I\mathbf {\alpha } }
dove:
- il vettore M è il momento meccanico
- il vettore L è il momento angolare
- il valore scalare I è il momento di inerzia
- il vettore ω è la velocità angolare
- il vettore α è l'accelerazione angolare

Dall'equazione deriva che se viene applicato un momento meccanico M perpendicolarmente all'asse di rotazione, quindi perpendicolare a L, si sviluppa una forza perpendicolare sia a M sia a L. Il moto che ne deriva è detto precessione. La velocità angolare del moto di precessione ΩP, è data da:
{\displaystyle \mathbf {M} ={\Omega }_{P}\times \mathbf {L} }
La precessione può essere dimostrata sperimentalmente facendo ruotare un giroscopio con l'asse orizzontale rispetto al terreno, sostenendolo per una estremità dell'asse e liberando l'altra. Invece di cadere come ci si aspetterebbe, la ruota rimane sospesa in aria, sostenuta per un unico estremo dell'asse e l'estremità libera dell'asse descrive lentamente un cerchio sul piano orizzontale, come previsto dalla prima equazione. Il momento meccanico è in questo caso prodotto dalla forza di gravità agente sul centro di massa del sistema e dalla forza di reazione che tiene sollevato il giroscopio.

Moto di precessione

Come prevista dalla seconda equazione, sotto l'effetto di un momento meccanico costante come quello causato dalla gravità, la velocità di precessione è inversamente proporzionale al momento angolare. Questo significa che a mano a mano che il giroscopio rallenta in seguito alle perdite per attrito, la velocità di precessione aumenta, fino a che il sistema non è più in grado di sostenere il proprio peso e cade dal sostegno.
In una girobussola l'asse del giroscopio è vincolato a muoversi su un piano passante per il centro terrestre. In questo modo la rotazione terrestre genera un momento meccanico sull'asse stesso che tende a ruotarlo fino a renderlo parallelo all'asse di rotazione del pianeta. Il risultato è che l'asse stesso indica sempre (a regime) la direzione nord-sud.
Un problema posto dal giroscopio nell'ambito della relatività, è rispetto a quale sistema inerziale il sistema si possa definire in rotazione. Una risposta, conosciuta come principio di Mach, sostiene che il riferimento è costituito dall'insieme di tutte le masse contenute nel cosmo.

## Altri tipi di giroscopi
Alternativi al giroscopio tradizionale sono:
- giroscopi ottici, a fibre ottiche o laser; in essi due fasci di luce sono indirizzati lungo due percorsi curvi o poligonali sul perimetro di una figura perpendicolare all'asse di cui si vuole evidenziare la rotazione. Si basano sul principio relativistico che la velocità della luce è costante in ogni riferimento inerziale. Se il sistema descritto subisce una rotazione intorno all'asse, i due raggi di luce impiegheranno tempi differenti per compiere i due percorsi, e un interferometro potrà rilevare questa differenza.
- sistemi che impiegano come sensori cristalli piezoelettrici estremamente sensibili. Tre di questi sensori disposti parallelamente ai tre assi cartesiani sono in grado di rilevare minime variazioni di orientamento. Rispetto al giroscopio meccanico tradizionale questi sistemi sono molto più sensibili e non avendo parti in movimento, più rapidi nella risposta.
- giroscopi a condensatore, utilizzano dei condensatori differenziali per codificare lo spostamento del condensatore e la forza di Coriolis così da leggere l'accelerazione angolare all'interno di sistemi elettronici integrati[1].
- giroscopio cavo freno, in inglese detangler, è un dispositivo per i freni delle biciclette tipico nelle BMX.